# Alessandro Grazioli
Alessandro Grazioli (Venezia, 16 ottobre 1780 – Venezia, 12 agosto 1834) è stato un compositore e organista italiano, figlio del compositore Giovanni Battista Grazioli.

## Biografia
Quasi nulla si conosce sulla sua biografia. Diventò organista della cappella della Basilica di San Marco dopo il 1797. Scrisse principalmente musica sacra, la quale attualmente giunge completamente sino a noi. Compose inoltre un certo numero di lavori strumentali, come la raccolta di tre sonate per clavicembalo (o fortepiano) e violino op. 1 e diverse sinfonie, che usavano come modello il classicismo viennese con influenze da parte delle ouverture d'opera italiane dell'epoca. Al giorno d'oggi la sua musica chiesastica è totalmente sconosciuta, mentre sono parzialmente noti alcuni suoi lavori strumentali.